# 조선민주주의인민공화국 광업성
광업성(鑛業省) 또는 광공업성(鑛工業省)은 조선민주주의인민공화국의 내각 중앙 행정기관이다. 또한 광물 채취, 가공에 관한 사무를 관장한다. 전력공업성, 석탄공업성과 함께 통합하여 전력석탄공업성으로 개편되었다.

## 연혁
- 광업성 설치
- 광업부로 명칭 변경
- 광업성 설치

## 역대 상, 부상

### 역대 광업상, 광공업상
- 리종옥 1972년 6월 ~ 1972년 12월

- 김평길 1994년 3월 2일 ~

### 역대 부부상
- 강기운

- 강기운, 1985년 10월 ~

## 산하 외청
- 중앙광업련구소
- 중앙제련련구소

## 같이 보기
- 석탄공업성
- 전기석탄공업성
- 전력공업성
- 채취공업성